# Antonio Cabrini
Antonio Cabrini, född 8 oktober 1957 i Cremona, Italien, är en italiensk före detta fotbollsspelare och tränare.
Han spelade som offensiv vänsterback i Juventus och italienska landslaget under 1980-talet. Den professionalla karriären inleddes i Cremonese säsongen 1973/74, fortsatte i Atalanta två år senare, innan han 1976 värvades av Juventus. Cabrini kom att tillbringa 13 säsonger i Juventus, och hann med att bli italiensk mästare sex gånger. 1989 lämnade han Juventus för att avsluta karriären med två säsonger i Bologna.
Cabrini hade inlett sin klubblagskarriär i Serie C och sedan jobbat sig upp till Serie A. I landslaget däremot, fick han hoppa in i hetluften direkt. Cabrini gjorde nämligen landslagsdebut i VM-matchen mot Frankrike 1978. Från den stunden var han given i landslaget fram till dess att en skada hindrade honom från fortsatt landslagsspel 1987.

## Meriter
- Italiensk mästare 1977, 1978, 1981, 1982, 1984, 1986
- Italienska cupen 1979, 1983
- Europacupen 1985
- Cupvinnarcupen 1984.
- Uefacupen 1977
- Uefa Super Cup 1984
- Interkontinentala cupen 1985
- 73 landskamper/9 mål
  - VM 1978, 1982, 1986
  - VM-guld 1982